# Boiling Point
Albums de Tech N9ne
E.B.A.H.
(2012) Something Else
(2013)
Boiling Point est le cinquième EP du rappeur Tech N9ne, sorti le 30 octobre 2012. Il est la suite de l'album K.O.D..

## Liste des titres
| No | Titre                                                    | Durée |
| -- | -------------------------------------------------------- | ----- |
| 1. | URALYA                                                   | 4:08  |
| 2. | Fire in AC (featuring Krizz Kaliko et Smackola)          | 3:47  |
| 3. | Should I Killer                                          | 3:59  |
| 4. | Sans titre (featuring Brotha Lynch Hung et Bishop)       | 4:49  |
| 5. | Paint On Your Pillowcase (featuring Aqualeo)             | 4:37  |
| 6. | Heavy                                                    | 4:08  |
| 7. | Alone (featuring Krizz Kaliko et Eric « Ezikuhl » Boone) | 4:38  |